# Gar Alperovitz

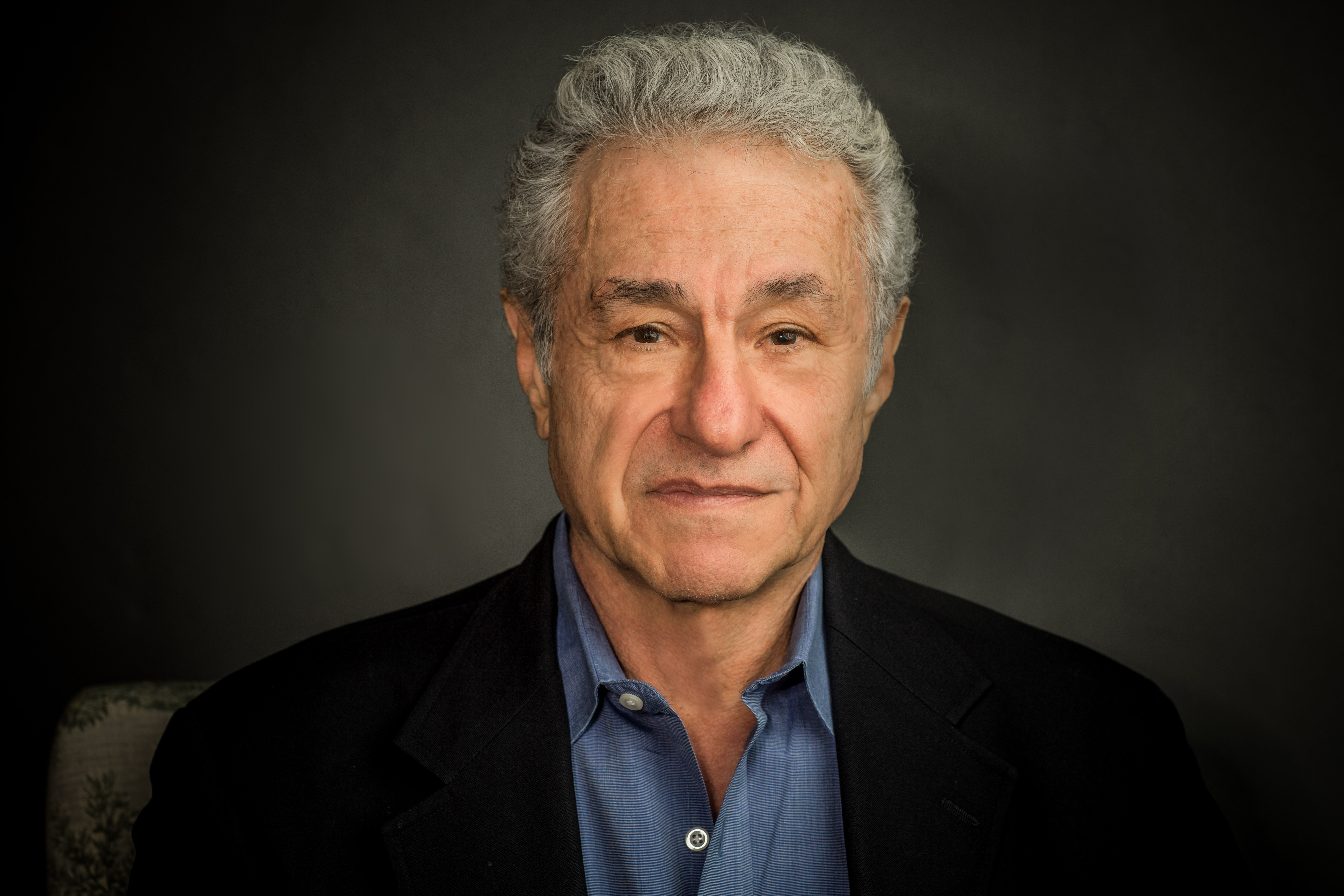

Gar Alperovitz, född den 5 maj 1936, är en Lionel R. Bauman-professor i politisk ekonomi vid University of Maryland.